# Filips van Saksen-Coburg en Gotha

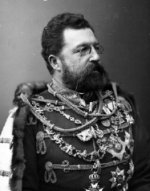
Filips van Saksen-Coburg en Gotha

Ferdinand Filips Maria August Rafaël (Parijs, 28 maart 1844 — Coburg, 4 juli 1921), prins van Saksen-Coburg en Gotha, was de oudste zoon van prins August van Saksen-Coburg en Gotha en prinses Clementine van Orléans. Via zijn ouders was hij verwant aan de meeste koninklijke huizen van Europa.

## Huwelijk
Hij trouwde op 4 februari 1875 in Brussel met de zeventienjarige prinses Louise van België, een dochter van koning Leopold II van België.
Ze hadden een niet zo verre familieband; zijn moeder Clémentine en haar grootmoeder Louise-Marie waren immers zussen en bovendien waren beider grootvaders Saksen-Coburgse broers.
Uit dit huwelijk werden twee kinderen geboren:
- Leopold Clemens (1878-1916), bleef ongehuwd
- Dorothea Marie (1881-1967), gehuwd met hertog Ernst Günther van Sleeswijk-Holstein-Sonderburg-Augustenburg (1863-1921), bleef kinderloos

Het huwelijk was erg ongelukkig. Louise ging na het huwelijk in Wenen wonen, waar ze haar eigen gang ging; ze had talloze minnaars en raakte betrokken bij vele schandalen. Dat een en ander mede het gevolg was van het feit dat Filips zelf er talloze maîtresses op na hield, deed niet ter zake. Wat van mannen bijna werd verwacht, was vrouwen in het geheel niet toegestaan. Toen Louise de liefde van haar leven had gevonden in de persoon van graaf Géza Mattacic, kwam het tot een duel tussen hem en Filips, waarbij de laatste ernstig gewond raakte. Uiteindelijk verbande keizer Frans Jozef haar uit Oostenrijk. Louise zette haar relatie met graaf Mattacic voort, en toen ze in de problemen raakte vanwege geldschulden, was Filips niet meer bereid deze schulden te betalen. Het huwelijk werd uiteindelijk in januari 1906 ontbonden.
Filips stierf op 4 juli 1921 op 77-jarige leeftijd in Coburg, Duitsland.

## Trivia
Op 31 januari 1889 werden op jachtslot Mayerling, de lichamen van kroonprins Rudolf van Oostenrijk en zijn maîtresse Marie von Vetsera gevonden door Filips en graaf Jozef Hoyos, jachtvrienden van de prins.

## Voorouders
| Voorouders van Filips van Saksen-Coburg en Gotha | Voorouders van Filips van Saksen-Coburg en Gotha                                                          | Voorouders van Filips van Saksen-Coburg en Gotha                                                          | Voorouders van Filips van Saksen-Coburg en Gotha                                                         | Voorouders van Filips van Saksen-Coburg en Gotha                                                         | Voorouders van Filips van Saksen-Coburg en Gotha                                                 | Voorouders van Filips van Saksen-Coburg en Gotha                                                 | Voorouders van Filips van Saksen-Coburg en Gotha                                                | Voorouders van Filips van Saksen-Coburg en Gotha                                                |
| ------------------------------------------------ | --- | --- | --- | --- | ------------------------------------------------------------------------------------------------ | ------------------------------------------------------------------------------------------------ | ----------------------------------------------------------------------------------------------- | ----------------------------------------------------------------------------------------------- |
| Overgrootouders                                  | Frans van Saksen-Coburg-Saalfeld (1750-1806) ∞ 1777 Augusta van Reuss-Ebersdorf en Lobenstein (1757-1831) | Frans van Saksen-Coburg-Saalfeld (1750-1806) ∞ 1777 Augusta van Reuss-Ebersdorf en Lobenstein (1757-1831) | Frans Jozef (Ferenc József) Koháry (1767-1826) ∞ Maria Antonia van Waldstein-Wartenberg (1771-1854)      | Frans Jozef (Ferenc József) Koháry (1767-1826) ∞ Maria Antonia van Waldstein-Wartenberg (1771-1854)      | Lodewijk Filips II van Orléans ((1747-1793) ∞ 1769 Louise Marie Adélaïde van Bourbon (1753-1821) | Lodewijk Filips II van Orléans ((1747-1793) ∞ 1769 Louise Marie Adélaïde van Bourbon (1753-1821) | Ferdinand I der Beide Siciliën (1751-1825) ∞ Maria Carolina van Oostenrijk (1752-1814)          | Ferdinand I der Beide Siciliën (1751-1825) ∞ Maria Carolina van Oostenrijk (1752-1814)          |
| Grootouders                                      | Ferdinand George August van Saksen-Coburg-Saalfeld-Koháry (1785-1851) ∞ Maria Antonia Koháry (1757-1831)  | Ferdinand George August van Saksen-Coburg-Saalfeld-Koháry (1785-1851) ∞ Maria Antonia Koháry (1757-1831)  | Ferdinand George August van Saksen-Coburg-Saalfeld-Koháry (1785-1851) ∞ Maria Antonia Koháry (1757-1831) | Ferdinand George August van Saksen-Coburg-Saalfeld-Koháry (1785-1851) ∞ Maria Antonia Koháry (1757-1831) | Lodewijk Filips I van Frankrijk (1773-1850) ∞ 1809 Marie Amélie van Bourbon-Sicilië (1782-1866)  | Lodewijk Filips I van Frankrijk (1773-1850) ∞ 1809 Marie Amélie van Bourbon-Sicilië (1782-1866)  | Lodewijk Filips I van Frankrijk (1773-1850) ∞ 1809 Marie Amélie van Bourbon-Sicilië (1782-1866) | Lodewijk Filips I van Frankrijk (1773-1850) ∞ 1809 Marie Amélie van Bourbon-Sicilië (1782-1866) |
| Ouders                                           | August van Saksen-Coburg en Gotha (1818-1881) ∞ Clementine van Orléans (1817-1907)                        | August van Saksen-Coburg en Gotha (1818-1881) ∞ Clementine van Orléans (1817-1907)                        | August van Saksen-Coburg en Gotha (1818-1881) ∞ Clementine van Orléans (1817-1907)                       | August van Saksen-Coburg en Gotha (1818-1881) ∞ Clementine van Orléans (1817-1907)                       | August van Saksen-Coburg en Gotha (1818-1881) ∞ Clementine van Orléans (1817-1907)               | August van Saksen-Coburg en Gotha (1818-1881) ∞ Clementine van Orléans (1817-1907)               | August van Saksen-Coburg en Gotha (1818-1881) ∞ Clementine van Orléans (1817-1907)              | August van Saksen-Coburg en Gotha (1818-1881) ∞ Clementine van Orléans (1817-1907)              |
| Filips van Saksen-Coburg en Gotha (1844-1921)    | | | | |                                                                                                  |                                                                                                  |                                                                                                 |                                                                                                 |

## Noot
1. ↑  O. Lindeman, Vorstenschemering. De families, de onderlinge verhoudingen de huwelijken, de paleizen en hoven en de val der Europese dynastieën met wat daaraan voorafging en wat overbleef Zaltbommel, 1974, pag. 40.